# Calvoa stenophylla
Espèce
Statut de conservation UICN

 EN B2ab(iii) : En danger
Calvoa stenophylla est une espèce de plantes à fleurs de la famille des Melastomataceae. C'est un arbuste trouvé au Cameroun et en Guinée équatoriale.

## Description
C'est un petit arbuste trouvé dans un lit de la rivière dans une ceinture de forêt sempervirente et sur un inselberg en Guinée équatoriale, à environ 700 m d'altitude. Calvoa stenophylla est considéré comme étant en voie de disparition depuis deux sites, avec une zone d'occupation minimale de 8 km² et un déclin continu de l'étendue et de la qualité de l'habitat dû aux activités agricoles. Onana et Cheek (2011) ont évalué cette espèce comme étant en danger critique d'extinction parce qu'à l'époque, elle n'était connue que de la localité-type. 

## Répartition
Cette espèce que l'on pensait endémique du Cameroun (Région du Sud, à 10 km SSE de Zingui près de Kribi), est maintenant connue également d'après une collecte réalisée à Bicurga, Rio Muni, en Guinée équatoriale.